# Sete Estados Irmãos

Os Sete Estados Irmãos da Índia

Sete Estados Irmãos é uma região do nordeste da Índia formada pelos estados contíguos de Arunachal Pradesh, Assam, Meghalaya, Manipur, Mizoram, Nagaland e Tripura. A região tinha uma população de 38,6 milhões de habitantes em 2000, cerca de 3,8% do total do país, e contém uma grande diversidade étnica e religiosa. Durante a maior parte de sua história estes estados foram independentes, e sua integração completa com a Índia ocorreu apenas durante o período do Raj britânico. A maior parte dos sete estados se encontra na Placa Euro-Asiática (com a exceção do sudoeste de Meghalaya e do extremo oeste de Assam) 

## Os Sete Estados
| Estado            | Capital  |
| ----------------- | -------- |
| Arunachal Pradesh | Itanagar |
| Assam             | Dispur   |
| Manipur           | Imphal   |
| Meghalaya         | Shillong |
| Mizoram           | Aizawl   |
| Nagaland          | Kohima   |
| Tripura           | Agartala |